# カセー・チャナオン
カセー・チャナオン(タイ語: กระแส ชนะวงศ์、RTGS: Krasae Chanawongse、1934年3月1日 - ）は、タイ王国の医師、政治家、教育者、慈善活動家。
タイ政府の保険副大臣、国会外交委員会委員長、外務大臣、首相府大臣を歴任。2001年から2005年にかけて、タクシン・シナワット首相の顧問を務めた。

## 略歴
貧しい家庭に生まれ、不遇の幼少期を経て、医者となり地域医療に貢献。その後、タイの政治家として自国の貧困、経済、教育、医療問題解消へ取り組み「最も国民から愛される政治家」と称される。政界引退後も自らが創設した災害支援団体の会長を務めながら、大学総長（理事長）を兼任。

## 経歴
1934年3月1日、貧困家庭の8人兄弟の一人としてコーンケン県ポン郡ポン町で生まれる。
貧困階級の家庭環境に生れ落ち、重い病気を患う父と、昼夜その看病を強いられる母親の元で育った彼は、経済的な理由から小学校2年生の時に学校を去った。その後、物売りや新聞配達をしながら家族を支える生活を余儀なくされ、数年後、父親が病気で他界。父の死をきっかけに、医者になることを決意し紆余曲折を経て学業を再開。チュラーロンコーン大学の医学部進学課程を経て、マヒドン大学の医学部へ進学。医師免許を取得し、コーンケン県ポン郡保健所群の公衆衛生の普及と地域医療の開発に尽力。

## 来歴
1960年から1973年まで、カセーは医師として働いた。
1973年、アジア地域で社会貢献などに傑出した功績を果たした個人や団体に贈られるラモン・マグサイサイ賞を受賞。
1973年から1975年まで、コーンケン県の農村部の母子保健計画を率いた。
1979年、タイの保険副大臣に任命。
1982年から1990年にかけ、バンコクのASEAN保健開発研究所所長を務めあげ、1991年、バンコク都副知事に任命。この間、1986年には東南アジアの貧困問題や災害復興を支援する善意団体ADPC（Asian Disaster Preparedness Center）を設立。
1993年、保健サービスと公共の福祉を担当する、バンコクの副総裁に就任。
1994年、チュワン・リークパイ内閣で大学庁庁官に任命。
1995年2月、外務省外務大臣に就任。
2001年、タクシン・シナワットが首相就任した際、カセ―を首相府に招き、首相府大臣に任命。首相府顧問として4年間働いた。
2006年、十分な教育を受けることのできない地域住民の為に自らの財団であるカセ―・チャナオン財団を設立し、教育と地域サービスを提供。また、自らタイ国内に学校を創設し、現在も複数の大学総長・理事を務める。

## 勲章・受賞
- ラモン・マグサイサイ賞（1973年）
- 白象勲章特等ナイトグランドコルドン（1994年）-勲特等
- タイ王冠勲章特等ナイト・グランド・コルドン（1995年）-勲特等
- 旭日大綬章（2004年）

## 著作
- タイの農村医療　将来の評価と戦略（1982年）-コロンビア大学
- タイにおける一次医療　理論と現実 （1985年）-ASEAN保健開発研究所、マヒドン大学
- ASEAN加盟国における一次医療の10年（1988年）-マヒドン大学ASEAN健康開発研究所
- 農村開発管理　原則、命題、挑戦 （1991年）-コンケン大学研究開発センター
- 東南アジア諸国の文脈における参加型開発（1998年）-フリードリヒ・エーベルト記念財団
- イサーンの医者（1995年）-スミット・ヘーマサトン